# Boulevard Robert-Schuman (Nantes)
Pour les articles homonymes, voir Boulevard Robert-Schuman.
Le boulevard Robert-Schuman est l'une des artères les plus longues de Nantes. Il s'agit d'un tronçon de la RN 137 qui relie Saint-Malo à Bordeaux.

## Situation et accès
Situé dans le quartier quartier Breil - Barberie, il relie le rond-point de Rennes, dans le prolongement de la rue Paul-Bellamy, jusqu'à la rue de la Patouillerie qui marque la limite entre les communes de Nantes et d'Orvault, au niveau du parc de la Gaudinière et du pont du Cens. Au-delà de cet ouvrage, le boulevard est prolongé par la route de Rennes.

## Origine du nom
Il rend honneur à Robert Schuman, considéré comme l'un des pères fondateurs de la construction européenne.

## Historique

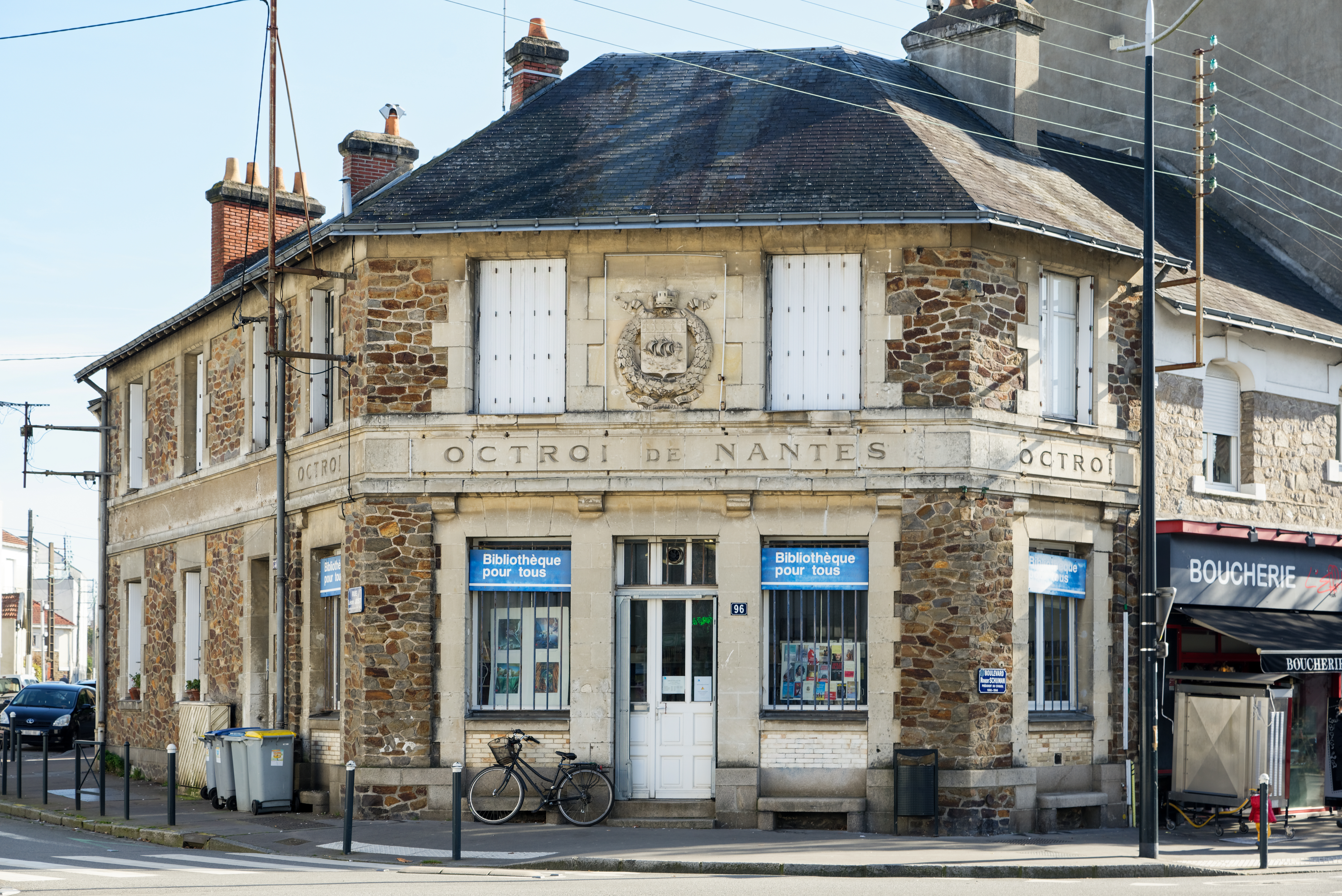
Ancien octroi de Nantes.

Durant la Seconde Guerre mondiale, c'est par cette artère, unes des dernières portions de l'ancienne route à destination de Rennes, que le 18 juin 1940 les troupes d'occupation allemandes arrivèrent à Nantes. Précédant ainsi de quatre ans, la 3e armée américaine du général Patton, notamment la 4e division blindée américaine du général John Shirley Wood, qui libérèrent alors la cité en pénétrant par cette artère le 12 août 1944.
Il a été baptisé par délibération du conseil municipal du 16 décembre 1963.
En 2011, le numéro 55 du boulevard Robert-Schuman est le théâtre du quintuple meurtre de l'affaire Dupont de Ligonnès.
Depuis octobre 2012, le boulevard est parcouru par le chronobus C2 qui y dessert cinq arrêts : Américains, Rennes-Longchamp, Berlioz, La Close et Forêt.